# Dimanche Midi Amar
 (mars 2015).
Si vous disposez d'ouvrages ou d'articles de référence ou si vous connaissez des sites web de qualité traitant du thème abordé ici, merci de compléter l'article en donnant les références utiles à sa vérifiabilité et en les liant à la section « Notes et références ».
Pour les articles homonymes, voir DMA.
Dimanche Midi Amar (ou DMA) était une émission française d'information présentée par Paul Amar. Elle consistait à diffuser des reportages et de débattre de l'actualité.
L'émission était diffusée le dimanche à midi.